# (3159) Prokofʹev
(3159) Prokofʹev es un asteroide perteneciente al cinturón de asteroides, descubierto el 26 de octubre de 1976 por Tamara Mijáilovna Smirnova desde el Observatorio Astrofísico de Crimea (República de Crimea).

## Designación y nombre
Designado provisionalmente como 1976 US2. Fue nombrado Prokofʹev en honor al especialista en espectroscopia soviético ruso Vladímir Konstantínovich Prokófiev.